# گلن دولانده
گلن دولانده (انگلیسی: Glenn D'Hollander؛ زادهٔ ۲۸ دسامبر ۱۹۷۴) دوچرخه‌سوار اهل بلژیک است.